# NGC 1060
NGC 1060 è una vasta galassia lenticolare situata nella costellazione del Triangolo, a una distanza di circa 234 milioni di anni luce dalla nostra Via Lattea.

## Scoperta
La galassia è stata scoperta il 12 settembre 1784 dall'astronomo britannico di origine tedesca William Herschel.

## Descrizione

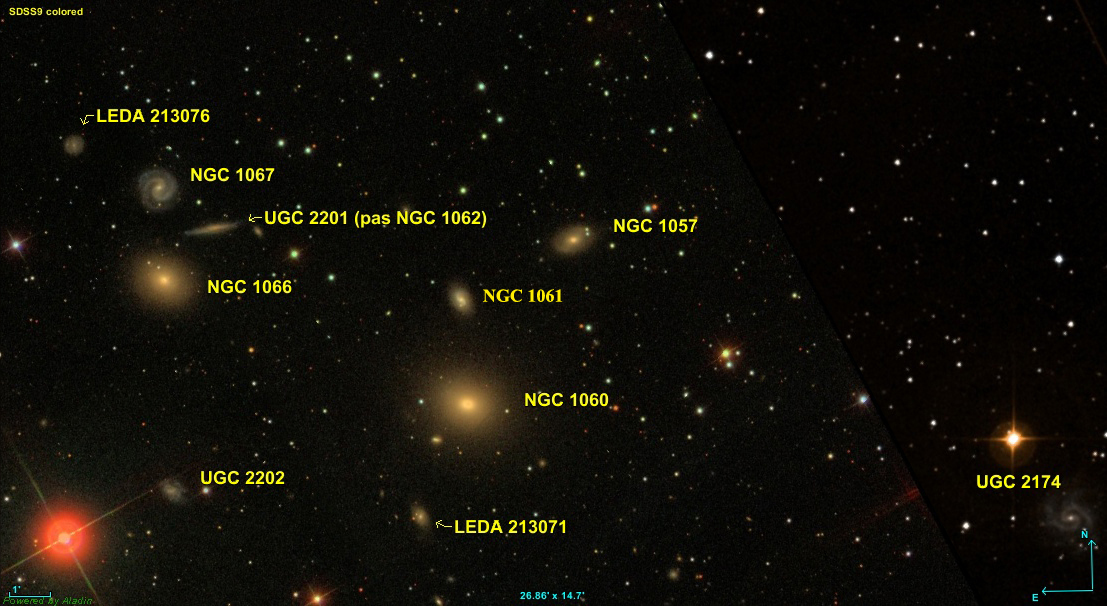
NGC 1060 e le galassie vicine

NGC 1060 è situata in una regione di cielo particolarmente ricca di galassie e che comprende anche NGC 1057, NGC 1061, NGC 1066 e NGC 1067. Sono inoltre presenti anche galassie non incluse nel New General Catalogue. La galassia UGC 2201 è erroneamente indicata come NGC 1062 nel database SIMBAD.

## Supernova
Il 21 ottobre 2004, all'interno di NGC 1060 è stata scoperta la supernova SN 2004fd dall'astronomo amatoriale britannico Tom Boles. La supernova è stata classificata di tipo Ia.

## Gruppo di NGC 1060
NGC 1060 è la galassia più vasta e più luminosa di un gruppo di galassie che comprende almeno sei membri. Le altre galassie che fanno parte del Gruppo di NGC 1060 sono IC 1823 oltre a 2174, 2192, 2222 e 2225 elencate nell'Uppsala General Catalogue.